# Улица Серова (Казань)
Улица Серова (реже — проспект Серова, тат. Серов урамы, Serof uramı) — улица в Московском и Кировском районах Казани. 

## География и название
Улица имеет два начала, находящиеся друг от друга на расстоянии 0,5 км: одно — от улицы Шамиля Усманова в районе «разъезда Восстания», и второе — от улицы Кулахметова; в районе домов № 6 и №№ 17 и 19 две «ветви» улицы сходятся и далее она фактически является бульваром, пересекаясь с улицами Галимджана Баруди, Восход, Низовая, Кольцова, Энергетиков и заканчиваясь пересечением с улицами Большая Крыловка и Ленская.
В справочнике «Казань: где эта улица, где этот дом?» указывается, что улица названа в честь живописца Валентина Серова. Однако, учитывая то, что в районе неё находилось несколько улиц, имевших названия, связанные с авиацией (и наименованные тогда же, в 1930-е годы: Пилотская, Осипенко, Байдукова, Чкалова, Белякова и др.), то улица могла быть названа в честь лётчика Анатолия Серова.

## История
Улица возникла в 1930-е годы в историческом районе Крыловка и тогда же получила своё название. Застройка улицы многоэтажными домами началась в середине 1970-х годов, когда участок в начале улицы был застроен домами квартала № 46; последние частные дома на улице были снесены в 2010-е годы. При преобразовании улицы Серова в бульвар она фактически поглотила шедшую параллельно ей улицу Красный Маяк, последние дома по которой были снесены в 2020 году.
С момента возникновения административно относилась относилась к Кировскому району затем, с 1970-х годов, к Кировскому и Московскому районам.

## Примечательные объекты
- № 3 — жилой дом Всероссийского общества слепых; в этом доме расположен один из двух филиалов республиканской библиотеки для слепых и слабовидящих[13].
- № 5 — жилой дом учебно-производственного предприятия № 2 ВОС.[14]
- № 4 — мечеть «Ярдэм»[тат.].
- № 11, 13, 15, 17, 19, 27, 29, 31, 35, 37 — жилые дома завода оргсинтеза.[15][16][17][18]
  - № 11 — в этом доме располагался жилищно-коммунальный отдел завода оргсинтеза.[19]
- № 12а — школа № 87.
- № 41 — жилой дом для переселенцев из ветхого жилья.[20]

## Транспорт
На улице расположены две остановки общественного транспорта, обе с названием «Серова»: автобусная и трамвайная. Общественный транспорт начал ходить по улице с 2000-х годов, когда по разным участкам улицы начали ходить маршрутные такси №№ 158 и 166. После ввода новой схемы движения автобусов в 2007 по улице начали ходить встречно-кольцевые маршруты №№ 10/10а.
Трамвайное движение по участку улицы между улицами Энергетиков и Большая Крыловка (тогда — участок улицы Красный Маяк) началось в 2010/11 году. В разное время по нему ходили маршруты №№ 9 (после 2013 года — № 1), 13 (6). В начале 2000-х годов также планировалось построить трамвайную линию по всему протяжению улицы до разъезда Восстания и пустить по нему маршруты №№ 24 и 25.